# Edgar Reitz
Edgar Reitz (ur. 1 listopada 1932 w Morbach) – niemiecki reżyser, scenarzysta, operator i producent filmowy i telewizyjny. Współtwórca tzw. Nowego Kina Niemieckiego lat 60. XX w.
Znany na forum międzynarodowym głównie jako autor miniserialu Heimat (1984). To ponad piętnastogodzinne opus magnum Reitza, opowiadające historię najnowszą Niemiec z lat 1919-1982 na przykładzie wioski Schabbach, zaprezentowane zostało na 41. MFF w Wenecji, gdzie zdobyło Nagrodę FIPRESCI. Później reżyser wielokrotnie jeszcze powracał do tematyki Heimatu w swojej twórczości, realizując kontynuacje tej serii.
Zasiadał w jury konkursu głównego na 29. (1968) i 62. MFF w Wenecji (2005). Pracuje jako wykładowca na uczelni filmowej Staatliche Hochschule für Gestaltung w Karlsruhe. 